# Amavadin
Amavadin ist eine anionische Komplexverbindung des Vanadiums.

## Vorkommen

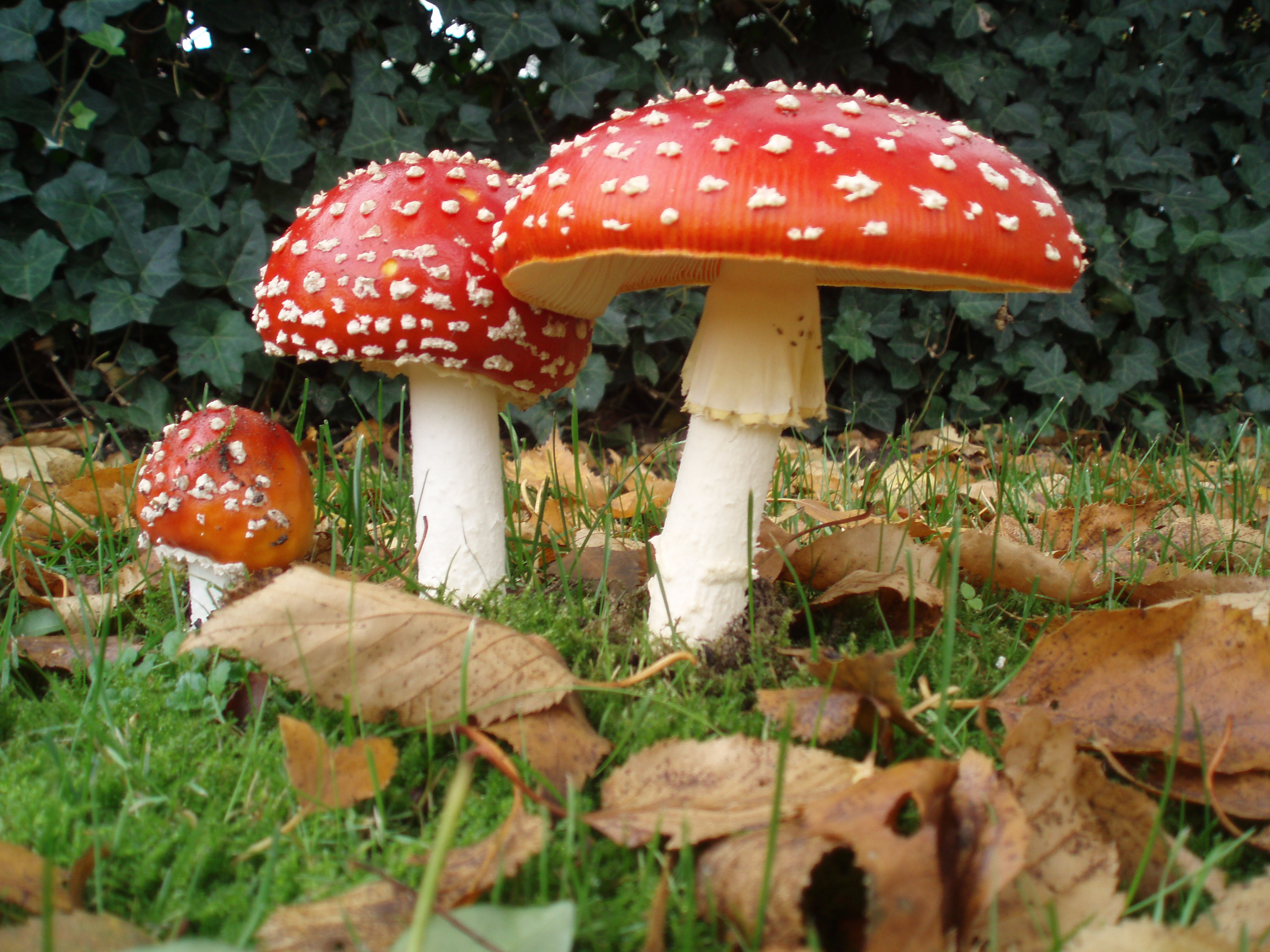
Amanita muscaria enthält Amavadin

Die Verbindung wurde in drei Pilzarten der Gattung Amanita nachgewiesen. Der Fliegenpilz (A. muscaria), der Königs-Fliegenpilz (A. regalis) und A. velatipes reichern Vanadium in bis zu 400-mal höheren Konzentrationen an als andere Pilze oder Pflanzen. Amavadin wurde erstmals 1972 von Kneifel und Bayer isoliert.

## Synthese
Die Synthese von Amavadin gelingt über die Komplexbildung von Vanadylacetat mit dem vierzähnigen Liganden N-Hydroxyimino-2,2'-dipropionsäure.
{\displaystyle {\ce {2 HON(CH(CH_3)CO_2H)_2 + VO(OAc)_2 ->}}}{\displaystyle {\ce {[V\{NO[CH(CH_3)CO_2]_2\}_2]^2- + H_2O + 2H^+ + 2HOAc}}}
Bei dem Anion handelt es sich um eine achtfach koordinierte Vanadiumverbindung. Lösungen der Verbindung erscheinen blau. Mit einem Calcium-Ion (Ca2+) als Gegenion gelang es, Kristalle für die Kristallstrukturanalyse zu erhalten.

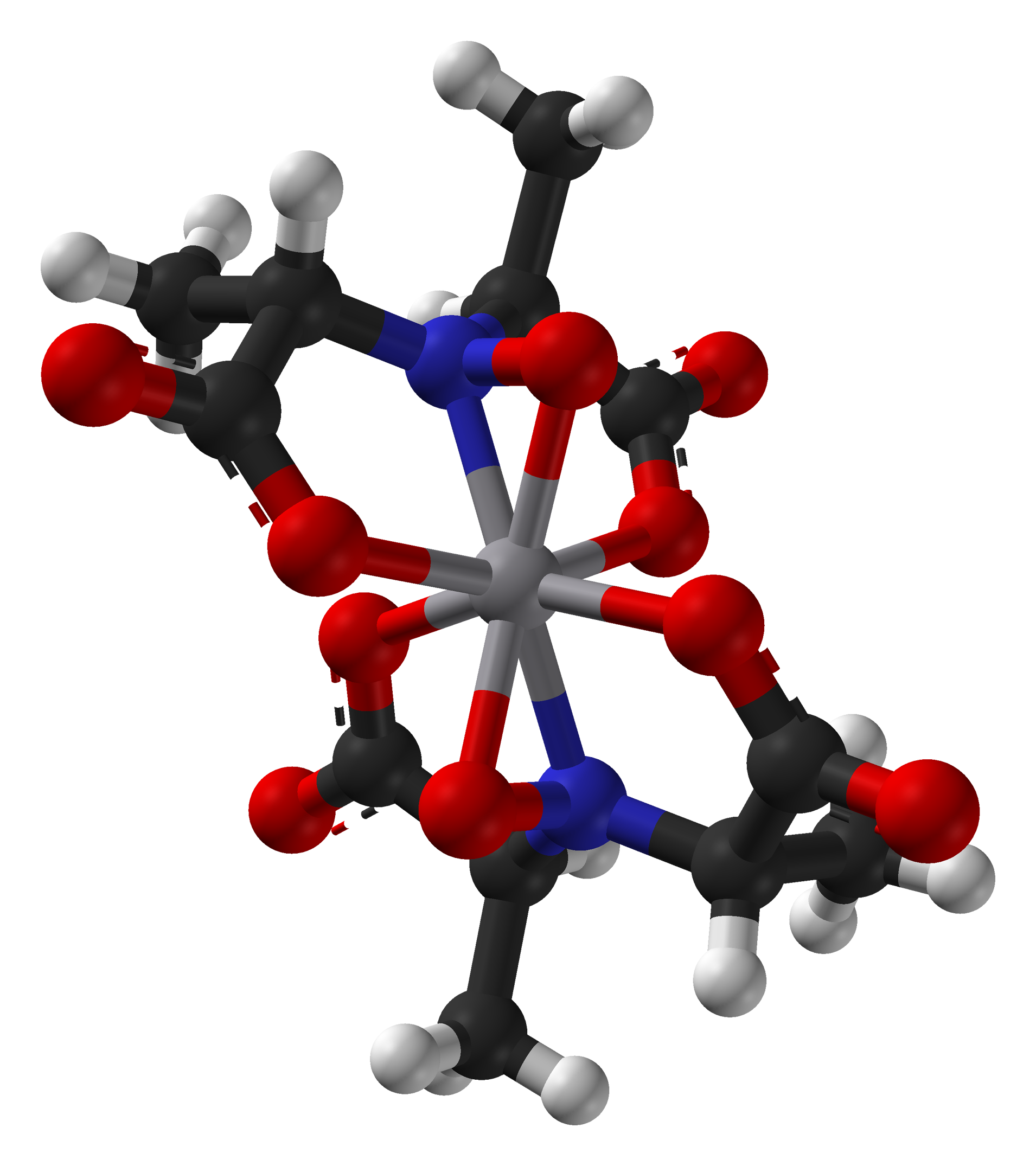
3D-Model des Anions Amavadin

## Struktur und Eigenschaften

Der protonierte Ligand H_{3}(HIDPA) (links), der deprotonierte Ligand (HIDPA) (Mitte) und zum Vergleich der nicht chirale Ligand H_{3}(HIDA) (rechts).

Das Vanadium-Ion in Amavadin ist vierfach positiv geladen (V4+). Die Einkristall-Strukturanalyse dieser Verbindung zeigte, dass es sich um einen achtfach koordinierten Vanadiumkomplex handelt. Das Vanadium-Ion ist darin an zwei vierzähnige Liganden gebunden. Diese leiten sich von der N-Hydroxyimino-2,2′-dipropionsäure ab, H3(HIDPA). Der Ligand wurde erstmals 1954 synthetisiert. Die Liganden koordinieren über das Stickstoffatom und über drei Sauerstoffatome an das Vanadium-Ion. Das Vanadiumatom in dieser Komplexverbindung kann auch zum Vanadium(V) oxidiert werden. Der oxidierte Komplex wurde mittels NMR-Spektroskopie untersucht.
Amavadin besitzt fünf chirale Zentren. Eins am Vanadium-Ion und vier an den α-Kohlenstoffatomen der Liganden. Die chiralen Kohlenstoffatome der Liganden haben S-Konfiguration.

## Anwendung
Die homologen Amavadinverbindungen [V(HIDPA)2]2− und [V(HIDA)2]2− zeigen eine Reduktion von Nitrit zu NO2 und eine Oxidation von Wasser zu Sauerstoff. Da Nitrit als Schadstoff in Trinkwasser und Abwasser enthalten ist, bietet die katalytische Wirkung von Amavadin eine Möglichkeit zur Reinigung des Wassers. Die Reaktion ist leicht endergonisch und stark vom pH-Wert abhängig. Die Rückreaktion findet erst nach Stunden oder Tagen statt.

## Biologische Funktion
Die biologische Funktion von Amavadin ist immer noch unbekannt. Es wird vermutet, dass die Verbindung unter Verwendung von Wasserstoffperoxid als Peroxidase zur Regeneration von beschädigtem Gewebe wirkt. Amavadin könnte auch als Toxin zum Schutz des Pilzes dienen.
Bei der Nitrit Reduktion mittels Amavadinkatalysator ist NO als Intermediat beteiligt. Da dieses Molekül bei vielen Organismen, wie auch beim Menschen, als Neurotransmitter dient, wird eine biologische Wirkweise beim Fliegenpilz vermutet.

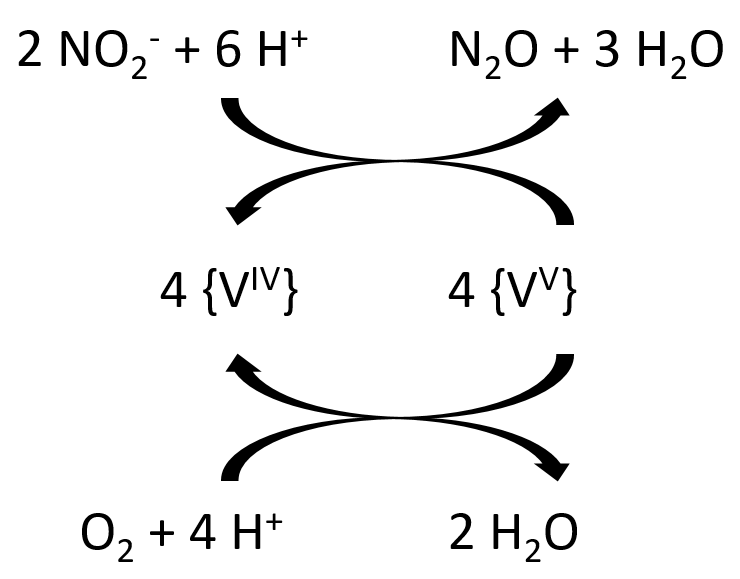
Schematische Darstellung der Oxidation von Wasser und der Reduktion von Nitrit mittels Amavadin als Katalysator. {V(IV)} steht für die reduzierte Amavadinspezies, {V(V)} steht für die oxidierte Amavadinspezis.